# Hof van Assisen (televisieserie)
Hof van Assisen was een Vlaamse televisieserie waarin processen en rechtszaken werden nagespeeld. De serie liep in 1998 op het toenmalige VRT TV1, nu VRT 1. Het concept was gebaseerd op de vroegere populaire advocatenserie Beschuldigde, sta op op de toenmalige BRT.
Leo Madder en Jef Demedts waren de enige vaste acteurs in deze reeks.

## Personages
- Leo Madder als Voorzitter van het hof
- Jef Demedts als Openbare aanklager
- Harry De Peuter als Onderzoeksrechter
- Bob De Moor als Meester Braem
- George Arrendell als Meester Randell
- Pascale Bal als Meester Luypaert
- Ann Ceurvels als Meester Winesse
- Anne Denolf als Meester Van Acker
- Anton Cogen als Meester Haerens
- Brigitte De Man als Meester Verhelst
- Frans Maas als Meester Coppens
- Ludo Busschots als Meester Willaert
- Donald Madder als Meester De Jonge

## Gastrollen
In gastrollen ziet men:
- Patricia Goemaere
- Gerda Marchand
- Wim Opbrouck
- Jan de Bruyne
- Rilke Eyckermans
- Veerle Eyckermans
- Nicky Langley
- Karin Tanghe
- Nora Tilley
- Sven Van Grembergen
- Ludo Hellinx
- Cicré Lethem
- Isabel Leybaert
- Annemarie Picard
- Peter Van De Velde
- Camilia Blereau
- Ianka Fleerackers
- Ilse Van Hoecke
- Kurt Vergult
- Erik Verschueren
- Piet Balfoort
- Alex Cassiers
- Steve Geerts
- Cecile Rigolle
- Marijn De Valck
- Truus Druyts
- Monika Dumon
- Gert Lahousse
- Hans De Munter
- Ludo Busschots
- Jo Decaluwe
- Marleen Maes
- André Roels
- Dirk Van Vaerenbergh
- Ali Wauters
- Hubert Damen
- Steven de Schepper
- Karin Jacobs
- Daphné Laquire
- Fred Van Kuyk
- Marc De Koninck
- Ugo Prinsen
- Hans Royaards
- Luc Springuel
- Hans Van Cauwenberghe
- Nini Van der Auwera
- Will Beckers
- Noëlla Keymolen
- Marc Meersman
- Luc Rogiest
- Nellie Rosiers
- Heddie Suls
- Silvia Claes
- Arlette Sterckx
- Wim Stevens
- Mark Tijsmans
- Oswald Maes

ea.